# كأس هونغ كونغ لإعادة التوحيد
كأس هونغ كونغ لإعادة التوحيد هي مسابقة كأس للاحتفال بإعادة توحيد هونغ كونغ إلى الصين من إنهاء الحكم الاستعماري من قبل المملكة المتحدة . عقدت النسخة الأولى من الكأس في 3 يوليو 1997، بعد يومين من يوم إنشاء منطقة هونغ كونغ الإدارية الخاصة . تميزت النسخة الثانية بمنافسة 4 منتخبات وعُقدت في الذكرى الخامسة في عام 2002. عقدت النسخة الثالثة في عام 2007 للاحتفال بالذكرى السنوية العاشرة.

## روابط خارجية
- كرة قدم هونج كونج نسخة محفوظة 7 أغسطس 2020 على موقع واي باك مشين.
- موقع HKFA ، كأس التوحيد للذكرى العاشرة لمنطقة هونغ كونغ الإدارية الخاصة